# Xã Jones, Quận Greene, Arkansas
Xã Jones (tiếng Anh: Jones Township) là một xã thuộc quận Greene, tiểu bang Arkansas, Hoa Kỳ. Năm 2010, dân số của xã này là 458 người.